# Kunming Tuodong Sports Center
El Kunming Tuodong Sports Center (en chino: 拓东体育场) es un estadio de usos múltiples en Kunming, China. El estadio está ubicado en 99 Dongfeng East Road y se inauguró en 1958. Actualmente se utiliza sobre todo para partidos de fútbol. El estadio tiene capacidad para 35 000 personas. El unming Tuodong Sports Center está ubicado en el centro de la ciudad de Kunming a una altura de 1 891 m y ocupa 5.4 ha.
El Kunming Tuodong Sports Center es uno de los principales centros deportivos de la provincia de Yunnan y la ciudad de Kunming para el entrenamiento físico y varios tipos de carreras y concursos. El estadio está equipado con sillas de plástico reforzado con fibra de vidrio con capacidad para 35 000 personas. El campo de fútbol en el centro es de estándar internacional de 105 x 68m y está rodeado por 8 pistas de plástico. En el centro se han llevado a cabo una gran cantidad de eventos deportivos internacionales y partidos de gran escala.
Otras instalaciones en el Centro Deportivo Tuodong incluyen piscinas, gimnasio bien equipado, salas de ping-pong, etc. Todos cumplen con los estándares internacionales pertinentes y son ideales para entrenamientos y partidos de baloncesto, voleibol, judo, esgrima y artes marciales.

## Eventos
- China recibió a Australia aquí en su campaña de clasificación para la Copa Mundial de la FIFA 2010. El partido tuvo lugar el 26 de marzo de 2008 y terminó 0-0.
- China recibió a Laos aquí en su campaña de clasificación para la Copa Mundial de la FIFA 2014. El partido tuvo lugar el 23 de julio de 2011 y terminó 7-2 a favor del equipo local.
- China recibió a Singapur aquí en su campaña de clasificación para la Copa Mundial de la FIFA 2014. El partido tuvo lugar el 2 de septiembre de 2011 y terminó 2-1 a favor del equipo local.